# Agnez Mo
Agnes Monica Muljoto, kendt professionelt som Agnez Mo (født i Jakarta den 1. juli 1986) er en indonesisk sanger, sangskriver, og skuespiller.

## Karriere
Agnez begyndte sin karriere i underholdningsindustrien i en alder af seks år som sanger. Hun har udgivet tre albums af børn, der formåede at levere sit navn til en række af små sanger populære i 1990'erne. Ud over at synge har hun også været studievært på flere tv-shows for børn. Muljoto medvirkede også i en række sæbeoperaer, som gjorde hende til den højest betalte teenagekunstner på det tidspunkt.
I 2003 udgav Agnez sit første voksen album med titlen And the Story Goes. Hendes succes i hjemlandet tilskyndede Agnez, som satte et mål om at få en karriere i den internationale arena. På det andet album udgivet i 2005, Whaddup A'..?!, samarbejdede hun med sangeren Keith Martin fra USA. Agnez var også involveret i optagelserne af to asiatiske dramaserier, The Hospital og Romance In the White House i Taiwan.
Agnez vandt prisen[kilde mangler] to år i træk for sin præstation i tilfælde af Asien Song Festival i Seoul, Sydkorea, i 2008 og 2009.
På sin tredje album, Sacredly Agnezious (2009), blev hun involveret som producent og sangskriver. I 2010 blev hun udnævnt som dommer på talentshowet "Indonesisk Idol". Hun blev også vært for showet på den røde løber i American Music Awards 2010 i Los Angeles, USA. 
Udover kommerciel succes er Agnez en sanger med en lang række priser i Indonesien. Hun har vundet snesevis af trofæer, herunder ti Anugerah Musik Indonesia, syv Panasonic Awards og fire MTV Indonesien Awards. Derudover har hun været anti-drug ambassadør i Asien samt ambassadør for MTV EXIT i kampen mod menneskehandel.

## Albums
- Si Meong (1992)
- Yess! (1995)
- Bala-Bala (1996)
- And the Story Goes (2003)
- Whaddup A.. '?! (2005)
- Sacredly Agnezious (2009)
- Agnes Is My Name (2011)
- Agnez Mo (2013)

## Singles

### Indonesisk
- Matahariku
- Rindu
- Karena Ku Sanggup
- Tak Ada Logika
- Cinta Di Ujung Jalan
- Jera
- Paralyzed
- Muda (Le..o Le..o)

### Engelske
- Bad Girl
- Coke Bottle
- Walk